# Vatikanische Nekropole
Die Vatikanische Nekropole ist eine Nekropole in der Vatikanstadt direkt unter den Vatikanischen Grotten des Petersdoms. Sie war eine römische Begräbnisstätte und ist erst seit den Ausgrabungen in den 1950er Jahren wieder zugänglich. In ihr befindet sich das vermutete Grab des Apostels Simon Petrus.

## Geschichte

### Entstehung der Nekropole
Die Vatikanischen Nekropolen waren ursprünglich eine Begräbnisstätte neben einem von Kaiser Caligula errichteten Circus am südlichen Abhang des Vatikanischen Hügels. Nach den römischen Gesetzen war es verboten, die Verstorbenen innerhalb der Stadtmauern zu bestatten. Aus diesem Grund entstanden entlang der Straßen außerhalb der Stadt die Nekropolen. Eine dieser Straßen, die Via Cornelia, verlief in Richtung Norden entlang des Vatikanischen Hügels. Auf der Spina des von Kaiser Caligula erbauten Circus stand ursprünglich ein ägyptischer Obelisk, der sogenannte Vatikanische Obelisk. Dieser befand sich seit der Antike bis 1586 am Originalplatz und wurde danach von Domenico Fontana auf Anordnung Papst Sixtus V.' auf den Petersplatz versetzt. Der ursprüngliche Standort, direkt vor dem heutigen Excavation Office (SCAVI) der Fabbrica di San Pietro, wird durch eine Gedenktafel im Boden markiert.

### Bau von Alt St. Peter
Der Überlieferung nach soll der Apostel Petrus im Jahr 64 oder 67 unter Kaiser Nero das Martyrium erlitten haben und in der Nekropole bestattet worden sein. Nach der Konstantinischen Wende und der Mailänder Vereinbarung begann Kaiser Konstantin der Große 324 mit dem Bau der ersten Peterskirche (auch Alt St. Peter oder Konstantinische Basilika). Zu diesem Zeitpunkt war die römische Nekropole noch in Benutzung. Dies beweist der Fund einer Münze in einer Urne aus dem Jahr 318. Während dieser Zeit standen die Nekropolen unter einem besonderen gesetzlichen Schutz und waren unantastbar. Dennoch entschloss sich Kaiser Konstantin I., eine Basilika zu errichten, die sich genau über dem vermuteten Grab des Apostels Petrus befand. Um eine entsprechend große Fläche für den geplanten Bau zu erhalten, ordnete Kaiser Konstantin I. an, Teile der Gebäude der Nekropole sowie Teile des Vatikanischen Hügels abzutragen. Mit dem abgetragenen Material des Vatikanischen Hügels wurde die Nekropole, mit Ausnahme des Petrusgrabes, aufgefüllt. Durch diese Maßnahme war die Nekropole in ihrer fast 2000-jährigen Geschichte nur für rund zwei bis drei Jahrhunderte dem Tageslicht ausgesetzt und seit dem Bau von Alt St. Peter nicht mehr zugänglich. Die Schädelreliquie könnte zu diesem Zeitpunkt bereits dem Grab entnommen worden sein. Zu einem nicht näher bekannten Zeitpunkt wurde sie in die capella sancti Laurentii im Lateran und von Urban V. 1367 in die Lateranbasilika überführt.

## Ausgrabungen
Die ersten Ausgrabungen der Nekropole fanden unter dem Pontifikat Pius XII. in den Jahren 1940 bis 1949 statt. Ziel dieser Ausgrabungen war es, das Petrusgrab unterhalb des Petersdoms zu finden. Im Zuge der Forschungen wurden eine Reihe von Mausoleen ausgegraben. Die gefundenen Mausoleen wurden in der Anfangsphase der Ausgrabungen mit dem griechischen Alphabet mit Φ (Phi), Χ (Chi) und Ψ (Psi) beziffert. Später wurden zur Kennzeichnung lateinische Buchstaben verwendet. Ein Teil dieser Mausoleen war jedoch bereits im Mittelalter bekannt und wurde mitunter auch geöffnet. Das Mausoleum M, die sogenannte „Juliergruft“, wurde bereits 1574 beschrieben, das Mausoleum O wurde im Zuge der Errichtung des Fundamentes für die Statue von Papst Pius VI. geöffnet. Die Mausoleen R und S wurden entdeckt, als der südliche Teil des Fundamentes für den Baldachin von Gian Lorenzo Bernini geschaffen wurde.
Zuerst wurde das Mausoleum A errichtet. In späterer Folge wurden die Mausoleen B, C, D und E in rascher Abfolge nebeneinander erbaut. Das Mausoleum G fällt sehr wahrscheinlich in die gleiche Zeit wie Mausoleum B, während das Mausoleum F wahrscheinlich während der Regierungszeit Kaiser Antoninus Pius’ (138–161) errichtet wurde. Diese sieben Mausoleen wurden, in einer Reihe, als freistehende Gebäude mit unterschiedlicher Höhe errichtet und bilden eine rund 32 Meter lange Straße. In der Regierungszeit Kaiser Hadrians wurde das Mausoleum O errichtet. In späterer Zeit wurde der Zwischenraum der Mausoleen G bis O mit weiteren Bauten ausgefüllt. Alle Bauten befinden sich in gerader Linie aneinandergereiht entlang eines Weges. Lediglich Mausoleum H, aus der zweiten Hälfte des 2. Jahrhunderts, ist hier eine Ausnahme und durchbricht den Weg aufgrund eines vorgebauten Atriums. In dieser Zeit war der Circus bereits nicht mehr in Gebrauch. Dadurch war dieser kein Hindernis mehr für die Ausbreitung der Nekropole in Richtung Süden. Der Circus war zu dieser Zeit bereits mit verschiedenen Gräbern überbaut. Ein Grab aus der gleichen Zeit wie der Bau von Mausoleum H wurde in der Nähe des Fundaments des Obelisken gefunden. Als der Circus schlussendlich abgebrochen wurde, entstand gegenüber der bereits bestehenden Reihe an Mausoleen eine weitere, nämlich die Mausoleen Z, Phi, Chi und Psi. Die in der Zeit von Ende des 2. Jahrhunderts bis zur Mitte des 3. Jahrhunderts errichteten Mausoleen waren ebenfalls freistehende Gebäude. Alle Gebäude mit Ausnahme des Mausoleums R1 hatten ihren Eingang nach Süden, in Richtung des Circus und der Via Cornelia.
Die Mausoleen wurden über Generationen von einer oder sogar mehreren Familien gemeinsam benutzt. So fanden sich allein in Mausoleum F rund 120 Beisetzungen und in Mausoleum H mindestens 170. Eine ungefähre Berechnung der Anzahl von Körper- und Urnenbestattungen in den 22 ausgegrabenen Mausoleen ergab eine Anzahl von mehr als 1000 Beisetzungen. Diese große Anzahl ist auf die hohe Kindersterblichkeit und geringe Lebenserwartung im 2. Jahrhundert zurückzuführen. Die ehemaligen Besitzer von sechs Mausoleen (A, C, H, L, N und O) können aufgrund von Inschriften über der Eingangstüre identifiziert werden. Mausoleum N ist ein Beispiel dafür, dass diese auch von verschiedenen Familien gleichzeitig benutzt wurden. Die Inschrift berichtet davon, dass Mausoleum N von Marcus Aebutius Charito errichtet, jedoch eine Hälfte von Lucius Volusius Successus und Volusia Megiste erworben wurde.

## Petrusgrab (Feld P)
Der Name Feld P (Campus Petri) bezeichnet den kleinen Bereich, in welchem sich das vermutete Grab des Apostels Petrus befindet. An dieser Stelle wurde Petrus der Überlieferung zufolge nach seinem Martyrium im Circus in der Regierungszeit des Kaisers Nero beigesetzt. Rund 100 Jahre nach dem Tod Petrus’ wurde eine Ädikula über dem angenommenen Grab errichtet. Dieser Bau grenzt direkt an die sogenannte Rote Wand. Unmittelbar um das vermutete Petrusgrab herum wurden einige Grabstätten gefunden. Die Anordnung der Gräber lässt nach Ansicht des Ausgräbers Pietro Zander vermuten, dass die Stelle des Petrusgrabes bereits sehr früh Verehrung fand. Dagegen hat der Bonner Archäologe Harald Mielsch gezeigt, dass bei der Anlage des Friedhofs im 2. Jahrhundert keine Rücksicht auf das vermeintliche Grab des Petrus genommen wurde. So wurde die Rote Wand, die den Aufstieg zur nächsten Terrasse vor abgeschwemmter Erde schützen sollte, unmittelbar über einen Teil der Grabstelle hinweggeführt, unter der das Apostelgrab liegen sollte. Im Ergebnis gelangt Mielsch zu dem Schluss:

„Die archäologisch fassbare Geschichte des Petrusgrabes und seiner Verehrung beginnt erst um 160–180 n. Chr. mit der Errichtung der Memoria.“

Diese Ädikula, auch „Tropaion des Gaius“ genannt, ist nach dem zur Zeit des römischen Bischofs Zephyrinus (198–217) in Rom lebenden Presbyter und Theologen Gaius von Rom benannt. Von diesem ist folgendes (bei Eusebius von Caesarea, Kirchengeschichte II,25,5-7) überliefert:

„Ich kann die Tropaia der Apostel zeigen. Denn wenn du zum Vatikan gehen willst oder auf die Straße nach Ostia, wirst du die Tropaia derer finden, die diese Kirche gegründet haben.“

 Der von Gaius verwendete griechische Ausdruck Tropaion bezeichnete allerdings meist ein Denkmal oder Siegesmal. Erst Eusebius deutete das Zitat 100 Jahre später als Hinweis auf Grabstätten. An der rechten Seite des „Tropaion des Gaius“ befindet sich, rechtwinklig angebracht, die sogenannte Graffiti-Wand, benannt nach der großen Anzahl lateinischer Graffiti. Erbaut wurde die Graffiti-Wand in der zweiten Hälfte des 3. Jahrhunderts. Während der Ausgrabungen wurden im vermuteten Petrusgrab keine sterblichen Überreste des Apostels gefunden. Es wurden jedoch in der Graffiti-Wand, in einer mit Marmor ausgekleideten Öffnung, Gebeine gefunden. Die Archäologin Margherita Guarducci stellte die Vermutung an, dass während der Zeit des Baus der konstantinischen Basilika die sterblichen Überreste des Apostels Petrus aus seinem ursprünglichen Grab entfernt und in dieser Öffnung untergebracht wurden. Die Archäologin deutete Inschriften in der Mauer hinter dem Säulenmonument, darunter die Buchstabenfolge PETR… EN I, als Bezeichnung von Petrusreliquien. An anderen Ausgrabungsorten in Rom fanden sich jedoch ähnliche Graffiti, die dort nur ein Gedenken von Christen an Petrus und Paulus als Märtyrer belegen. Die Überreste der antiken Ädikula und der Graffitimauer befinden sich heute verborgen hinter den barocken Verkleidungen der Palliennische.

## Grab M

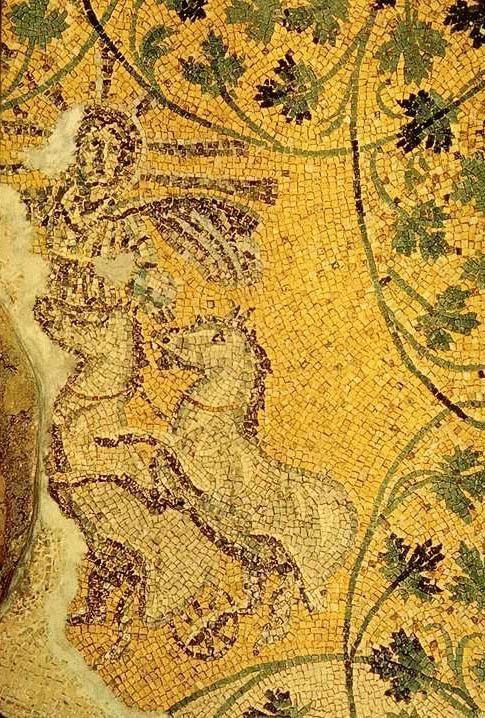
Jesus Christus mit den Attributen des Sol Invictus: Sich bäumende Pferde, flatternder Mantel und Strahlenkranz. Mosaik aus der Nekropole unter der Peterskirche in Rom, 3. Jahrhundert n. Chr.

Die Anfang des dritten Jahrhunderts n. Chr. entstandene, nur 1,63 m breite und 1,98 m lange Kammer gilt als das einzige rein christliche Grab der Nekropole. Grab M wurde bereits 1574 zufällig bei Bauarbeiten am Hauptaltar von Alt-St. Peter entdeckt, als Arbeiter versehentlich eine Wand der Krypta durchbrachen, während sie einige Bodenveränderungen in der Basilika durchführten. Das Innere wurde damals kurz erforscht und dokumentiert, bevor die Öffnung wieder versiegelt wurde.
Nach der heute verlorenen Grabinschrift, die von Giacomo Grimaldi (1568–1623) im Garten eines Privathauses gefunden und kopiert wurde, war das Grab von Iulia Palatina (einer Freigelassenen) und ihrem Ehemann Maximus (einem Sklaven) für ihren im Alter von einem Jahr, neun Monaten und siebenundzwanzig Tagen verstorbenen Sohn Iulius Turpinus erbaut worden. Das Grab M trägt den Beinamen „Juliergruft“.
Im späten 3. oder im frühen 4. Jahrhundert wurde die Grabkammer mit Mosaiken ausgeschmückt. Auf der westlichen Wand sind nur spärliche Überreste einer Darstellung des guten Hirten mit einem Lamm auf den Schultern zu erkennen, die Nordwand zeigt einen Fischer und die östliche Wand Jona, als er vom Wal verschlungen wird. Das Mosaik an der Decke stellt Christus mit den Attributen des Sonnengottes Helios dem römischen Gott Sol Invictus mit einer Aureole dar; die Figur fährt auf einem Streitwagen. Alle Figuren sind von Weinranken mit Blättern aber ohne Trauben umgeben. Es ist anzunehmen, dass diese sich im gegebenen Zusammenhang nicht auf die übliche heidnische dionysische Lesart beziehen, sondern auf die Darstellung des wahren Weinstocks im Evangelium nach Johannes (Kapitel 15, Vers 1). Die Darstellungen legen die Interpretation als christliche Grabstätte nahe.

## Führungen
Die Vatikanische Nekropole und das Petrusgrab können im Rahmen von Führungen besucht werden. Für den Besuch ist eine Genehmigung des Ufficio Scavi notwendig. Hierfür ist eine vorhergehende schriftliche oder Online-Anmeldung erforderlich. Um die archäologischen Ausgrabungen langfristig zu erhalten, ist die Zahl der Besucher auf 250 pro Tag begrenzt.